# Doris Hennix
Doris Viktoria Hennix, född 12 september 1908 i Solna församling, Stockholms län, död 30 juni 1997 i Maria Magdalena församling, Stockholm, var en svensk målare. 
Doris Hennix studerade vid etsarlinjen på Konstakademien och Högre konstindustriella skolan i Stockholm. Hon målade barnmotiv i akvarell och tempera, små expressiva stads och landskapsskisser i olja, större figurala kompositioner med nutidsorienterat innehåll, modeller och barndomsminnen från Söder. Hon gjorde också mönsterdesign. Även hennes make Göte Hennix var konstnär.